# 加韦洛·科内霍
加韦洛·科内霍（西班牙語：Gabelo Conejo，1960年1月1日—），哥斯达黎加男子足球运动员，司职守门员。他曾代表哥斯达黎加国家队参加1990年国际足联世界杯，结果队伍止步十六强赛。